# Thomasomys daphne
Thomasomys daphne är en däggdjursart som beskrevs av Thomas 1917. Thomasomys daphne ingår i släktet paramoråttor och familjen hamsterartade gnagare. IUCN kategoriserar arten globalt som livskraftig. Inga underarter finns listade i Catalogue of Life.
Artepitet i det vetenskapliga namnet syftar på nymfen Dafne i grekisk mytologi. Det är oklart varför namnet valdes.
Arten förekommer i Anderna och i det sydamerikanska höglandet i Peru och Bolivia. Den vistas i regioner som ligger 2000 till 2770 meter över havet. Individerna lever i bergsskogar eller i områden som tidigare var skogar.